# Tad Williams
Robert Paul "Tad" Williams, född 14 mars 1957 i San Jose, Kalifornien, är en amerikansk fantasy- och science fictionförfattare. Han har bland annat skrivit bokserien Minne, sorg och törne.

### Fantasyböcker
- Tailchaser's Song (1985)
- Minne, sorg och törne (Memory, Sorrow and Thorn)
  - Tronen av drakben (The Dragonbone Chair, 1988)
    - Simon Månkalv
    - Simon Pilgrim
    - Simon Snölock

  - Avskedets sten (The Stone of Farewell, 1991)
    - Stormens öga
    - Stormens hand
    - Stormens hjärta

  - Gröna ängelns torn (To Green Angel Tower, 1993)
    - Väntans sten
    - Eldsnätter
    - Den vindlande vägen
    - Tårar och rök
    - Erövrarstjärnan
    - Det brinnande tornet
- Blommornas krig (The War of the Flowers, 2003)
  - Sista avfarten till älvlandet
  - Det förlorade barnet
- Skuggmark (Shadowmarch)
  - Shadowmarch (2004)
    - Slottet i Sydmark
    - Den skinande mannen

  - Shadowplay (2007)
    - På flykt
    - Skuggspel

  - Shadowrise (2010) (Ej översatt)
  - Shadowheart (2010) (Ej översatt)

### Science fictionböcker
- Otherland
  - City of Golden Shadow (1996)
    - De gyllene skuggornas stad
    - I en annan värld

  - River of Blue Fire (1998)
    - Den blå eldens flod
    - Det ofullbordade landet

  - Mountain of Black Glass (1999)
    - Berget av svart glas
    - Portar mot ljuset

  - Sea of Silver Light (2001)
    - Ett hav av silverljus
    - En värld till låns